# Pratītyasamutpāda
Pratītyasamutpāda (sánscrito, pali: paṭiccasamuppāda; "surgimiento condicionado" u "originación dependiente") es un concepto budista fundamental y común a todas las escuelas budistas. Declara que todos los fenómenos se originan de manera dependiente entre sí por relaciones de causa y efecto. Los textos tempranos del budismo describen este principio de la siguiente manera: "Si esto existe, aquello existe; si esto deja de existir, aquello también deja de existir". La doctrina incluye descripciones del surgimiento del sufrimiento y descripciones de cómo este proceso puede ser revertido.
Explica además cómo los seres están atrapados por la ignorancia (Avidya) en un ciclo sin fin de sufrimiento (samsara) que hace que constantemente perciban la realidad de manera incorrecta (Mara). Este proceso se refiere a la duración de todas las vidas pasadas y la vida actual; el común funcionamiento de la mente instante tras instante. El principio es expresado en las Doce Nidanas (doce causas) (Pali: dvādasanidānāni, Sánscrito: dvādaśanidānāni) del Budismo, una lista de doce elementos de las enseñanzas budistas. Tradicionalmente la lista se interpreta como describiendo el renacer condicionado en saṃsāra, y el  duḥkha resultante (sufrimiento, dolor, insatisfacción). Una interpretación alternativa Theravada considera que la lista describe el surgimiento del proceso mental y la noción resultante del "Yo" y "mio," que son la fuente del sufrimiento. Dependent Origination Tradicionalmente, lo opuesto a la cadena de causalidad es explicado como conducente a la aniquilación del proceso mental y el renacer.
La doctrina del origen dependiente aparece en todos los textos budistas antiguos. Es el tema principal del Nidana Samyutta de la escuela Theravada Saṃyuttanikāya (SN). También existe una colección paralela de discursos en el Saṁyuktāgama chino (SA).

## Resumen
El surgimiento condicionado es un concepto filosóficamente complejo, sujeto a una gran variedad de explicaciones e interpretaciones. Como las interpretaciones suelen referirse a aspectos específicos de esta doctrina, no son necesariamente excluyentes entre sí. El surgimiento condicionado puede contrastarse con el concepto clásico occidental de causalidad, en el que se dice que la acción de una cosa provoca directamente un cambio en otra cosa. En cambio, el surgimiento condicionado considera que el cambio está causado por muchos factores, no sólo por uno o incluso por unos pocos.
El principio del origen dependiente tiene diversas implicaciones filosóficas.
- Como principio ontológico (es decir, como concepto metafísico sobre la naturaleza de la existencia), sostiene que todos los fenómenos surgen de otros fenómenos preexistentes y, a su vez, los fenómenos actuales condicionan los futuros. Así, todo lo que existe en el mundo ha sido producido por causas y condiciones.[10][11] Tradicionalmente, esto también está relacionado con la doctrina del renacimiento, y cómo el renacimiento se produce sin un yo fijo o alma eterna, sino como un proceso condicionado por diversos fenómenos y sus relaciones.[12]

- Como principio fenomenológico o psicológico, se refiere al funcionamiento de la mente y a cómo surgen el sufrimiento, el ansia y la idea de un yo.[13] Puede referirse a cómo los diferentes estados mentales se condicionan mutuamente a lo largo del tiempo, o a cómo los diferentes fenómenos mentales se condicionan mutuamente en un solo momento.[3][14]

- Como principio epistemológico (es decir, como teoría sobre el conocimiento), sostiene que no hay cosas permanentes y estables (aunque el nirvana puede verse a veces como una excepción a esto).[15][16] Como todo se origina de forma dependiente, nada es permanente (anicca) y nada tiene un yo o esencia completamente independiente (anatta).[16][17] En consecuencia, todos los fenómenos y experiencias carecen de identidad independiente.[18] En varias tradiciones, esto está estrechamente relacionado con la doctrina de la vacuidad (śūnyatā).[19]

## Etimología
Pratītya-samutpāda (pāḷi: paticcasamuppāda) es un compuesto de:
- Pratītya: "haber dependido". El término aparece en los Vedas y los Upanishads en el sentido de "confirmación, dependencia, reconocer el origen".[20][21] La raíz sánscrita de la palabra es prati*, cuyas formas aparecen más ampliamente en la literatura védica, y significa "ir hacia, volver, regresar, acercarse" con la connotación de "observar, aprender, convencerse de la verdad de algo, estar seguro de, creer, reconocer". En otros contextos, un término afín, pratiti*, significa "ir hacia, acercarse, comprender algo".[21]

- Samutpāda: "surgir, producción, origen." En la literatura védica, significa "surgir, llegar a suceder, ocurrir, efectuar, formar, producir, originar." [22][23]

Tiene varias traducciones: "surgimiento condicionado", "originación dependiente", "génesis condicionada", "producción condicionada", "co-surgimiento dependiente" o "surgimiento interdependiente", "generación dependiente, co-surgimiento interser, coproducción condicionada, génesis condicionada, surgimiento interdependiente, Tibetano: rten.cing.'brel.bar.'byung.ba; Chino: 緣起.

## En el budismo temprano

### El principio de condicionalidad
En los primeros textos budistas, el principio básico de la condicionalidad recibe diferentes nombres, como "la certeza (o ley) del dhamma" (dhammaniyāmatā), "la talidad del dharma" (法如; *dharmatatā), el "principio perdurable" (ṭhitā dhātu), la "condicionalidad específica" (idappaccayatā) y la "naturaleza del dhamma" (法爾; dhammatā). Este principio se expresa en su forma más general de la siguiente manera:
“Por eso, monjes, el instruido noble discípulo atiende diligente y cuidadosamente el origen dependiente en sí mismo de esa manera: ‘Cuando esto existe, aquello llega a ser; con el surgimiento de esto, surge aquello. Cuando esto no existe, aquello no llega a ser; con el cese de esto, cesa aquello.’ - Samyutta Nikaya 12.61.
Según Paul Williams esto se refiere a "una relación entre eventos, y es lo que llamamos cuando si X ocurre Y sigue, y cuando X no ocurre Y no sigue". Bhikkhu Bodhi escribe que la condicionalidad "es una relación de indispensabilidad y dependencia: la indispensabilidad de la condición (por ejemplo, el nacimiento) para el estado surgido (por ejemplo, el envejecimiento y la muerte). Es la dependencia del estado surgido de su condición". Peter Harvey afirma que esto significa que "nada (excepto el nirvāna) es independiente. La doctrina complementa así la enseñanza de que no se puede encontrar un yo permanente e independiente." Ajahn Brahm sostiene que la gramática del pasaje anterior indica que una característica del principio budista de causalidad es que "puede haber un intervalo de tiempo sustancial entre una causa y su efecto. Es un error asumir que el efecto sigue un momento después de su causa, o que aparece simultáneamente con su causa".

### Fenómenos variables y principio regular
Según el Paccaya sutta (SN 12.20 y su paralelo en Samyukta Agama "SA" 296), el surgimiento dependiente como principio básico de la condicionalidad está en juego en todos los fenómenos condicionados. Este principio es invariable y estable, mientras que los "procesos surgidos de forma dependiente" (paṭiccasamuppannā dhammā) son variables e impermanentes. Peter Harvey sostiene que existe un "Patrón Básico general que es el Dhamma" dentro del cual "los patrones básicos específicos (dhammas) fluyen y se nutren mutuamente en patrones complejos, pero establecidos y regulares".
Según el Paccaya sutta y su paralelo, esta ley natural de condicionalidad es independiente de ser descubierta por un Buda (un "Tathāgata"), al igual que las leyes de la física. El Paccaya sutta afirma que, haya o no Budas que lo vean, "este hecho elemental (dhātu, o "principio") simplemente permanece (thitā), este patrón de estabilidad (dhamma-tthitatā), esta ley de regularidad (dhamma-niyāmatā): condicionalidad específica (idappaccayatā)." Bhikkhu Sujato traduce la descripción básica de la estabilidad del origen dependiente como "el hecho de que esto es real, no irreal, no de otra manera". El paralelo chino en SA 296 afirma igualmente que la originación dependiente es "la constancia de los dharmas, la certeza de los dharmas, la talidad de los dharmas, la no desviación de lo verdadero, la no diferencia de lo verdadero, la actualidad, la verdad, la realidad, la no confusión". Según Harvey, estos pasajes indican que la condicionalidad es "un principio de regularidad causal, un Patrón Básico (Dhamma) de las cosas" que puede ser descubierto, comprendido y luego trascendido.
El principio de condicionalidad, que es real y estable, se contrasta con los "procesos surgidos de forma dependiente", que se describen como "impermanentes, condicionados, surgidos de forma dependiente, de naturaleza que se destruye, de naturaleza que se desvanece, de naturaleza que cesa". SA 296 los describe simplemente como "surgiendo así según la condición causal, estos son llamados dharmas surgidos por la condición causal".

### Condicionalidad y liberación
SN 12.10 explica cómo, antes del despertar de Buda, éste buscó la salida del sufrimiento de la siguiente manera: "¿cuál es la condición para la vejez y la muerte?", descubriendo la cadena de condiciones expresada en las doce nidanas y otras listas. MN 26 también informa de que, tras el despertar de Buda, éste consideró que la originación dependiente era uno de los dos principios que eran "profundos (gambhīra), difíciles de ver, difíciles de entender, pacíficos, sublimes, más allá del alcance del mero razonamiento (atakkāvacara), sutiles." El otro principio que es profundo y difícil de ver se dice que es el Nirvana, "la detención, o el trascender, del surgimiento condicionado" (Harvey).
SN 20:7 (y SĀ 1258) hace que Buda afirme que sus discípulos deben estudiar "aquellos discursos enseñados por el Tathāgata que son profundos, profundos en significado, transmundanos, conectados con la vacuidad [shuniata]". Según Hùifēng, en las fuentes tempranas (SN 6:1, MN 26 y 27:7, así como DN 15, MĀ 97 y DĀ 13), términos como "profundo" (gambhīra), así como términos relacionados como "difícil de ver", "sutil" y "no dentro de la esfera del razonamiento", se utilizan para describir el surgimiento dependiente (así como su reverso, la cesación dependiente).
En el Mahānidānasutta (DN 15) el Buda afirma que el surgimiento dependiente es "profundo y parece profundo", y que es "por no entender y no penetrar en esta enseñanza" por lo que la gente se enreda "como un ovillo" en opiniones (diṭṭhis), samsara, renacimiento y sufrimiento. SN 12.70 y su contraparte SA 347 afirman que el "conocimiento de la estabilidad del Dhamma" (dhamma-tthiti-ñānam) viene primero, luego viene el conocimiento del nirvana (nibbane-ñānam). Sin embargo, mientras que el proceso que conduce al nirvāna está condicionado, el nirvāna en sí mismo se denomina "no nacido, no hecho, no construido" (Udana 80-1). El Milinda Pañja lo compara con el hecho de que una montaña no depende del camino que conduce a ella (Miln. 269)". Según Puesto que nirvāna "no es interdependiente" o asamuppana (Itivuttaka 37-8), "no es algo que surge condicionalmente, sino que es la detención de todos esos procesos" (Harvey).

MN 28 asocia el conocimiento del origen dependiente con el conocimiento del Dharma:
‘alguien que ve el origen dependiente, ve el Dhamma; alguien que ve le Dhamma, ve el origen dependiente’. Y aquellos cinco cúmulos del apego surgen de manera dependiente. El deseo, la indulgencia, la inclinación, la retención sobre la base de estos cinco cúmulos del apego son el origen de la insatisfacción. La remoción del deseo y la codicia, el abandono del deseo y la codicia por estos cinco cúmulos del apego es el cese de la insatisfacción.
Se dice que una conocida exposición temprana del principio básico de la causalidad condujo a la "entrada en la corriente" (sotapanna) de Sariputta y Moggallāna. Esta frase lamada "ye dharmā hetu", que aparece en el Vinaya (Vin.I.40) y en otras fuentes, afirma: "De aquellos dharmas que surgen de una causa, el Tathagata ha declarado la causa, y también su cesación."
Una frase similar fue pronunciada por Kondañña, el primer converso que realizó el despertar, al final del primer sermón pronunciado por el Buda: "todo lo que tiene naturaleza de surgir (samudaya dhamma) tiene naturaleza de desaparecer (nirodha dhamma)".

### La condicionalidad como vía intermedia
Los primeros textos budistas también asocian el surgimiento dependiente con la vía media, la vacuidad y el no-yo. Los primeros textos budistas esbozan diferentes formas en las que el surgimiento dependiente es una vía intermedia entre diferentes conjuntos de puntos de vista "extremos" (como las ontologías "monistas" o "pluralistas" y varios puntos de vista sobre la relación mente-cuerpo como materialismo y dualismo).

En el Kaccānagottasutta (SN 12.15, paralelo en SA 301), el Buda afirma que "este mundo se basa principalmente en las nociones duales de existencia y no existencia" y luego explica la visión correcta de la siguiente manera:
Pero para alguien que ve el origen del mundo tal como realmente es, con el recto conocimiento, no existe noción de la no-existencia con respecto al mundo. Y para alguien que ve el cese del mundo tal como realmente es, con el recto conocimiento, no existe noción de la existencia con respecto al mundo. La mayoría de este mundo, Kaccana, está encadenada por los compromisos, el apego y la adhesión. Pero aquel que no llega a involucrarse ni ligarse con estos compromisos, apegos, adhesiones, puntos de vista ni tendencias subyacentes, no adopta posición alguna acerca de ‘mi yo’. No tiene perplejidad ni duda, de que lo que surge es solo insatisfacción surgiendo, y lo que cesa, sólo es el cese de la insatisfacción.
El Kaccānagottasutta sitúa entonces la enseñanza de la originación dependiente (enumerando los 12 nidanas en orden directo e inverso) como una vía media que rechaza estas dos visiones metafísicas "extremas" que pueden verse como dos concepciones erróneas del yo.
Según Hùifēng, un tema recurrente a lo largo del Nidānasamyutta (SN 12) es el rechazo del "surgimiento de una u otra de las cuatro categorías de yo, otro, ambos o ninguno (no causalidad)." Una afirmación relacionada puede encontrarse en el Paramārthaśūnyatāsūtra (Discurso del Dharma sobre la Vacuidad Última, SĀ 335, paralelo en EĀ 37:7), que afirma que cuando un órgano de los sentidos surge "no viene de ningún lugar... no va a ningún lugar", como tal se dice que es "irreal, pero surge; y al haber surgido, termina y cesa." Además este sutra afirma que aunque "hay acción (karma) y resultado (vipāka)" no hay "ningún agente actor" (kāraka). También afirma que los dharmas de origen dependiente se clasifican como convencionales.
El Kaccānagottasutta y su paralelo también asocian la comprensión del surgimiento dependiente con el hecho de evitar la idea de un yo (atman). Del mismo modo, el Mahānidānasutta (DN 15) asocia la comprensión del surgimiento dependiente con el abandono de diversas opiniones erróneas sobre el yo, mientras que no comprenderla se asocia a quedar enredado en estas opiniones. Otro sutra, el SĀ 297, afirma que el surgimiento dependiente es "el Discurso del Dharma sobre la Gran Vacuidad", y luego procede a refutar numerosas formas de "opiniones de un yo" (ātmadṛṣṭi).

### Las cuatro nobles verdades
Según los suttas como el AN 3.61, la segunda y la tercera nobles verdades están directamente correlacionadas con el principio del surgimiento dependiente. La segunda verdad aplica el surgimiento dependiente en orden directo, mientras que la tercera verdad lo aplica en orden inverso. Además, según SN 12.28, el noble camino óctuple (la cuarta verdad) es el camino que conduce a la cesación de los doce eslabones del surgimiento dependiente y, como tal, es el "mejor de todos los estados condicionados" (AN.II.34). Por lo tanto, según Harvey, las cuatro nobles verdades "pueden verse como una aplicación del principio del surgimiento condicionado centrado particularmente en dukkha".

### Listas de causas
En los primeros textos budistas, el origen dependiente se analiza y se expresa en varias listas de fenómenos (dhammas) o causas (nidānas) originados de forma dependiente. Los "nidānas" son principios, procesos o acontecimientos codependientes, que actúan como eslabones de una cadena, condicionando y dependiendo unos de otros. Cuando ciertas condiciones están presentes, dan lugar a condiciones subsiguientes, que a su vez dan lugar a otras condiciones. Los fenómenos se mantienen sólo mientras permanezcan los factores que los sustentan.
La lista más común son las doce causas (pali: dvādasanidānāni, sánscrito: dvādaśanidānāni). Se encuentra en la sección 12 del Samyutta Nikaya y sus paralelos, así como en otros suttas pertenecientes a otros Nikayas y Agamas. Esta lista también aparece en textos Mahasamghika como el Salistamba Sutra y en obras posteriores como los textos Abhidharma y los sutras de Mahayana. Collett Cox señala que, aunque las primeras escrituras budistas contienen numerosas variaciones de listas, la lista de los 12 factores se convirtió en la lista estándar en los tratados posteriores del Abhidharma y el Mahayana.
La interpretación más común de la lista de 12 causas en la literatura exegética tradicional es que la lista describe el surgimiento condicional del renacimiento de un ser en el mundo de la existencia cíclica (saṃsāra), y el duḥkha resultante (sufrimiento, insatisfacción). Una interpretación alternativa considera que la lista describe el surgimiento de las formaciones mentales y la noción resultante de un "yo". Se dice que la comprensión de las relaciones entre estos fenómenos conduce al nirvana, la liberación completa de los ciclos de renacimiento del saṃsāra. Tradicionalmente, se explica que la inversión de la cadena causal conduce a la cesación de las formaciones mentales y del renacimiento.

## Listas de causas

### Los doce eslabones
La lista popular de doce nidanas se encuentra en numerosas fuentes. En algunos de los primeros textos budistas, los propios nidanas se definen y se someten a análisis (vibhaṅga). Las explicaciones de los nidanas pueden encontrarse en SN 12.2 (Vibhaṅga sutta) y en su texto paralelo en SA 298 (en el canon budista chino). Otros paralelos al SN 12.2 pueden encontrarse en EA 49.5, en algunos paralelos sánscritos como en el Pratītyasamutpādādivibhaṅganirdeśanāmasūtra (El discurso que da la explicación y el análisis del origen condicional desde el principio) y una traducción tibetana de este texto en el Kanjur ubicado en Toh (catálogo de Tohoku) # 211.
| Término Nidana: Pali (sánscrito) | Carácter chino utilizado en SA | Traducciones                                                                                          | El análisis (vibhaṅga) encontrado en los textos tempranos budistas |
| -------------------------------- | ------------------------------ | --- | --- |
| Avijjā (Avidyā)                  | 無明                           | Ignorancia, nesciencia                                                                                | SN 12.2: "No conocer el sufrimiento, el origen del sufrimiento, la cesación del sufrimiento y la práctica que conduce a la cesación del sufrimiento. Esto se llama ignorancia." Fuentes paralelas como SA 298 y su parallelo en sánscrito también añaden la falta de conocimiento respecto a otros numerosos temas, incluyendo el karma y sus resultados, las tres joyas, la bondad moral, "lo interno y lo externo", la pureza y la impureza, el surgimiento condicionado, etc. |
| Saṅkhāra (Saṃskāra)              | 行                             | Fabricaciones, construcciones, acciones voluntarias, formaciones volitivas, actividades intencionadas | SN 12.2 y SA 298: "fabricaciones corporales, fabricaciones verbales, fabricaciones mentales." |
| Viññāṇa (Vijñāna)                | 識                             | Conciencia, discernimiento                                                                            | Tanto SN 12.2 como SA 298 coinciden en que hay seis tipos de conciencia: conciencia de los ojos, conciencia de los oídos, conciencia de la nariz, conciencia de la lengua, conciencia del cuerpo, conciencia del intelecto (o mente). |
| Nāmarūpa                         | 名 色                          | Nombre y forma, mentalidad y corporeidad, cuerpo y mente                                              | SN 12.2: "Sentimiento, percepción, intención, contacto y atención, esto se llama 'nombre.' Los cuatro elementos primarios, y la forma derivada de los cuatro elementos primarios., esto se llama 'forma.'" SA 298 y su parallelo en sánscrito definen nama de manera diferente como los otros cuatro skandhas (sentimiento, percepción, saṃskāra, conciencia). |
| Saḷāyatana (ṣaḍāyatana)          | 六 入 處                       | Seis bases sensoriales, fuentes sensoriales, medios sensoriales                                       | SN 12.2 y SA 298 coinciden en que esto se refiere a las bases sensoriales del ojo, el oído, la nariz, la lengua, el cuerpo y la mente (o intelecto). |
| Phassa (Sparśa)                  | 觸                             | Contacto, impresión sensorial, "tocar"                                                                | SN 12.2 y SA 298 coinciden en que la unión del objeto, el medio sensorial y la conciencia de ese medio sensorial se llama contacto. Como tal, hay seis formas correspondientes de contacto. |
| Vedanā                           | 受                             | Sentimiento, sensación, tono hedónico                                                                 | SN 12.2 define seis vedanās: sensación de la visión, sensación de la audición, sensación olfativa, sensación gustativa, sensación táctil y sensación mental. Vedanā también se explica como las sensaciones agradables, desagradables y neutras que se producen cuando nuestros órganos sensoriales internos entran en contacto con los objetos sensoriales externos y la conciencia asociada (en SA 298 y en otros suttas pali). Estas dos definiciones para la sensación están de acuerdo con las fuentes pali y chinas. |
| Taṇhā (tṛ́ṣṇā)                    | 愛                             | Ansia, deseo, codicia, "sed"                                                                          | SN 12.2: "¿Y qué es el ansia? Existen estas seis clases de antojos. deseo por las imágenes, los sonidos, los olores, los sabores, el tacto y los pensamientos." Estas seis clases de ansia también aparecen en SA 276. SA 298 y el paralelo en sánscrito contienen tres tipos diferentes de ansia: deseo para la sensualidad, deseo para la forma, deseo para la falta de forma. Estos tres no aparecen en la SN, pero sí en el DN 3. En otras partes de la SN, aparecen otros tres tipos de deseo: deseo por sensualidad (kama), deseo por la existencia (bhava), deseo por la no existencia (vibhava). Estos no aparecen en la SA china, pero sí en el EA 49. |
| Upādāna                          | 取                             | Aferramiento, asimiento, sustento, apego                                                              | SN 12.2 afirma que hay cuatro tipos principales: el apego a la sensualidad (kama), el apego a los puntos de vista (ditthi), el apego a la ética y los votos (silabbata, "precepto y práctica"), y el apego a una idea de un yo (attavada). Ekottara Agama 298 está de acuerdo con los tres primeros, pero tiene el "apego al yo" para el cuarto, en lugar del apego a una "idea de un yo". |
| Bhava                            | 有                             | Existencia, devenir, continuación                                                                     | SN 12.2: "¿Y qué es la existencia continuada? Existen estos tres estados de existencia. La existencia en el reino sensual, el reino de la forma luminosa y el reino sin forma."SA 298 está completamente de acuerdo con SN 12.2. Bhava se trata de "estados del ser que se desarrollan primero en la mente y luego pueden experimentarse como mundos internos y/o como mundos a nivel externo". Hay varias interpretaciones de lo que significa este término. |
| Jāti                             | 生                             | Nacimiento, renacimiento                                                                              | SN 12.2: "El renacimiento, el inicio, la concepción, la reencarnación, la manifestación de los agregados y la adquisición de las bases sensoriales de los diversos seres sintientes en los distintos órdenes de seres." SA 298 está de acuerdo con SN 12.2 y añade dos puntos más: adquirir los elementos (dhatus) y adquirir la facultad de la vida. |
| Jarāmaraṇa                       | 老 死                          | Envejecimiento o decadencia, y muerte                                                                 | SN 12.2: "La vejez, la decrepitud, los dientes rotos, las canas, la piel arrugada, la vitalidad disminuida y las facultades que fallan de los diversos seres sintientes en los distintos órdenes de seres sintientes. Esto se llama vejez. El fallecimiento, la perdición, la desintegración, el deceso, la mortalidad, la muerte, la disolución de los agregados y el reposo del cadáver de los diversos seres sintientes en los distintos órdenes de seres sintientes. Esto se llama muerte." La SA 298 está en general de acuerdo, añadiendo algunas descripciones similares más.                                                                            |

### Listas alternativas en SN/SA
La popular lista de doce causas, es sólo una de las muchas listas de nidanas que aparecen en las fuentes antiguas budistas como en el Saṃyuttanikāya (SN, conservado en pali) y el Saṁyuktāgama (SA, conservado en chino). Según Analayo, las varias listas son "expresiones alternativas del mismo principio" igualmente válidas.
Mun-keat Choong señala que algunos discursos (SN 12.38-40 y SA 359-361) contienen sólo 11 elementos, omitiendo la ignorancia y partiendo de la voluntad (pali: ceteti). SN 12.39 comienza con tres sinónimos de saṅkhāra, querer, intentar (pakappeti) y realizar (anuseti). Después afirma que "esto se convierte en un objeto (arammanam) para la persistencia de la conciencia (viññanassa-thitiya)", lo que conduce a la aparición del nombre y la forma (nama-rupa). Luego sigue la enumeración estándar.
SN 12.38 (y su paralelo en SA 359) contiene una secuencia mucho más corta, comienza con la voluntad que conduce a la conciencia, entonces siguiendo después de la conciencia declara: "hay en el futuro el devenir del renacimiento (punabbhavabhinibbatti)", lo que lleva a "ir y venir (agatigati)", seguido de "muerte y renacimiento (cutupapato)" y a continuación "surgen en el futuro el nacimiento, el envejecimiento y la muerte, la pena, el lamento, el dolor, la angustia y la desesperación". Otra breve secuencia se encuentra en SN 12. 66 y SA 291 que contienen un análisis del surgimiento dependiente con sólo tres factores: deseo (tanha), base (upadhi, posiblemente relacionado con upadana) y sufrimiento (dukkha).
En SN 12.59 y su contraparte SA 284, hay una cadena que comienza diciendo que para alguien que "permanece en ver [en SA 284: ha captado] el sabor en los dharmas que encadenan (saññojaniyesu dhammesu), viene la aparición (avakkanti) de la conciencia". Luego sigue la lista estándar y afirma que si alguien permanece viendo el peligro (adinavanupassino) en los dharmas (SA 284 tiene contemplar la impermanencia), no hay aparición de la conciencia (o "mente" en SA 284 ).
SN 12.65 y 67 (con parallelos en SA 287 y 288) comienzan la cadena con la conciencia y el nombre y la forma condicionándose mutuamente en una relación cíclica. SN 12.67 también contiene una cadena con la conciencia y el nombre y la forma estando en una relación recíproca. En este sutta, Sariputta afirma que esta relación es como dos gavillas de cañas que se apoyan mutuamente para sostenerse (el paralelo en SA 288 tiene tres gavillas en su lugar).

También hay varios pasajes con cadenas que comienzan con las seis esferas sensoriales (ayatana). Se pueden encontrar en SN 12. 24, SA 343, SA 352-354, SN 12. 13-14 y SN 12. 71-81. Otra de ellas se encuentra en SN 35.106, que Bucknell denomina "versión ramificada" porque se bifurca en seis clases de conciencia:
La conciencia ocular surge dependiendo del ojo y de la vista. La reunión de los tres es el contacto. El contacto es una condición para el sentimiento. El sentimiento es una condición para el deseo. Este es el origen del sufrimiento... [la misma fórmula se repite con las otras seis bases sensoriales y las seis conciencias, es decir, el oído, la nariz, la lengua, el cuerpo y la mente].
Otras representaciones de la cadena en SN 12.52 y su paralelo en SA 286, comienzan con ver el gusto (pali: assada i.e. disfrute; satisfacción) que conduce al deso y al resto de la lista de nidanas. Mientras tanto, en SN 12.62 y SA 290, el surgimiento dependiente se representa con sólo dos nidanas, el contacto (phassa) y la sensación (vedana). SN 12.62 dice que cuando uno se desencanta del contacto y la sensación, el deseo se desvanece.

### Listas alternativas en otros textos tempranos
Dīgha Nikāya (DN) Sutta #1, el Brahmajala Sutta, describe seis nidānas:

Experimentan estos sentimientos por contacto repetido a través de las seis bases sensoriales; el sentimiento condiciona el deseo; el deseo condiciona el aferramiento; el aferramiento condiciona la existencia;  la existencia condiciona el nacimiento; el nacimiento condiciona el envejecimiento y la muerte, la pena, el lamento, la tristeza y la angustia.

Del mismo modo, el Madhupiṇḍikasutta (MN 18) también contiene el siguiente pasaje:
Dependiendo del ojo y las formas, surge la consciencia del ojo. El encuentro de estos tres es el contacto. Con el contacto como condición, hay sensación. Lo que uno siente, eso lo percibe. Lo que uno percibe, eso lo piensa. Lo que uno piensa, eso prolifera mentalmente. Con lo que uno haya proliferado mentalmente como la fuente, las percepciones y las nociones [producidas por] la proliferación mental asedian a un hombre con respecto a las formas cognoscibles a través del ojo del pasado, futuro y presente. [El mismo proceso se repite con las otras seis bases sensoriales].
El Mahānidānasutta (DN 15) y sus paralelos chinos como el DA 13 describen una versión única que Bucknell denomina "versión en bucle" (el DN 14 también tiene una cadena en bucle similar pero añade los seis campos de sentido después del nombre y la forma):
“De esta manera, Ananda, con el nombre y la forma como condición, he aquí el estado de conciencia; con el estado de conciencia como condición, he aquí el nombre y la forma; con el nombre y la forma como condición, he aquí el contacto; con el contacto como condición, he aquí la sensación; con la sensación como condición, he aquí la avidez; con la avidez como condición, he aquí el apego; con el apego como condición, he aquí la existencia; con la existencia como condición, he aquí el nacimiento; con el nacimiento como condición, he aquí la vejez, la muerte, la pena, el dolor, el lamento, la aflicción y la desesperanza. Éste es el origen de toda esta masa de la insatisfacción.
El Mahāhatthipadopamasutta (M 28) contiene otra breve explicación:
Y aquellos cinco cúmulos del apego surgen de manera dependiente. El deseo, la indulgencia, la inclinación, la retención sobre la base de estos cinco cúmulos del apego son el origen de la insatisfacción. La remoción del deseo y la codicia, el abandono del deseo y la codicia por estos cinco cúmulos del apego es el cese de la insatisfacción.
El Kalahavivāda Sutta del Sutta Nipāta (Sn. 862-872) tiene la siguiente cadena de causas (resumida por Doug Smith):
el nombre y la forma condicionan el contacto, el contacto condiciona el sentimiento, el sentimiento condiciona el deseo, el deseo condiciona el aferramiento, y el aferramiento condiciona las peleas, las disputas, las lamentaciones y el dolor.

## Surgimiento dependiente trascendental
Comprender el origen dependiente es indispensable para realizar el nirvana, ya que permite comprender cómo se puede poner fin al proceso de surgimiento dependiente. Dado que el proceso de surgimiento dependiente siempre produce sufrimiento, la inversión o desactivación de la secuencia es vista por los budistas como la forma de detener todo el sufrimiento. Tradicionalmente, se explica que la inversión de la secuencia de las doce nidanas conduce a la cesación del renacimiento y del sufrimiento.
Según Jayarava Atwood, mientras que algunos pasajes del surgimiento dependiente (denominados lokiya, "mundanos") "modelan a los seres atrapados en ciclos de ansia y aferramiento, nacimiento y muerte", otros pasajes (denominados lokuttara, 'más allá del mundo') "modelan el proceso y la dinámica de la liberación de esos mismos ciclos." Según Bhikkhu Bodhi, estos también se clasifican como "exposición de la ronda" (vaṭṭakathā) y "el final de la ronda" (vivaṭṭakathā). Varios textos budistas tempranos presentan diferentes secuencias de "origen dependiente trascendental" (lokuttara paṭicca-samuppāda) o "origen dependiente inverso" (paṭiloma-paṭiccasamuppāda). El Upanisā Sutta (y su paralelo chino en MĀ 55) es el único texto en el que aparecen ambos tipos de origen dependiente uno al lado del otro y, por tanto, se ha convertido en la principal fuente utilizada para enseñar el origen dependiente inverso. Jayarava cita otros numerosos suttas pali que contienen diversas listas de fenómenos de origen dependiente que conducen a la liberación, siendo cada uno de ellos una "condición previa" (upanisā) para el siguiente en la secuencia.
Según Jayarava, Anguttara Nikaya 11.2 (con un paralelo en MA 43) es un mejor representante de los pasajes del origen dependiente trascendental y se ajusta mejor "al esquema general del camino budista como consistente en la ética, la meditación y la sabiduría". AN 11.2 afirma que una vez que alguien ha cumplido con un elemento del camino, éste conduce naturalmente al siguiente. Por lo tanto, no hay necesidad de querer o desear (pali: cetanā, intención, volición) que una cosa lleve a la otra, ya que esto sucede sin esfuerzo. Por ello, el sutta afirma que "las buenas cualidades fluyen y se llenan de una a otra." El proceso comienza con el cultivo de la ética, que conduce naturalmente y sin esfuerzo a la siguiente cualidad.

### Comparación de listas
El siguiente gráfico compara varias secuencias trascendentales de surgimiento dependiente que se encuentran en fuentes pali y chinas:
| El surgimiento dependiente trascendental en varias fuentes                        | El surgimiento dependiente trascendental en varias fuentes                                | El surgimiento dependiente trascendental en varias fuentes                      | El surgimiento dependiente trascendental en varias fuentes | El surgimiento dependiente trascendental en varias fuentes  | El surgimiento dependiente trascendental en varias fuentes |
| SN 12.23                                                                          | MĀ 55 (paralelo a SN 12.23)                                                               | AN 11.1-5 y AN 10.1-5. MĀ 42 y 43                                               | AN 7.65, 8.81, 6.50, 5.24                                  | MĀ 45 (paralelo a AN 8.81)                                  | Comentario |
| --------------------------------------------------------------------------------- | ----------------------------------------------------------------------------------------- | ------------------------------------------------------------------------------- | ---------------------------------------------------------- | ----------------------------------------------------------- | --- |
| Insatisfacción, sufrimiento (Dukkha)                                              | Insatisfacción, sufrimiento (苦, sánscrito: Duḥkha)                                       | _                                                                               | _                                                          | _                                                           | Bhikkhu Bodhi comenta: "El sufrimiento espolea el despertar de la conciencia religiosa", destroza "nuestro ingenuo optimismo y nuestra incuestionable confianza en la bondad del orden de las cosas", y "nos arranca de nuestra ciega absorción en la inmediatez del ser temporal y nos pone a buscar un camino hacia su trascendencia." |
| _                                                                                 | _                                                                                         | _                                                                               | _                                                          | La vergüenza (慚) y el escrúpulo (愧)                       | Esto es equivalente al pali "hiri" (vergüenza, sct. hrī), o "remordimiento por la mala conducta" y "ottappa" (sct. apatrāpya, temor moral o miedo a nuestra propia mala conducta). |
| _                                                                                 | _                                                                                         | _                                                                               | _                                                          | Amor y respeto (愛恭敬)                                     | El término sánscrito para el respeto es gaurava |
| _                                                                                 | _                                                                                         | _                                                                               | La atención plena y la comprensión clara (sati-sampajañña) | _                                                           | En MN 10, la atención plena se cultiva estando atento (upassana) a cuatro dominios: el cuerpo, los sentimientos (vedana), la mente (citta) y los principios/fenómenos (dhammas). En MN 10, sampajañña es una "conciencia situacional" (Sujato) respecto a todas las actividades corporales. |
| _                                                                                 | _                                                                                         | _                                                                               | La vergüenza y el escrúpulo (hiri and ottapa)              | _                                                           | Bhikkhu Bodhi: "Hiri", el sentido de la vergüenza, tiene una referencia interna; está arraigado en el respeto a uno mismo y nos induce a rehuir de las malas acciones por un sentimiento de honor personal. Ottappa, el miedo al mal, tiene una orientación externa. Es la voz de la conciencia que nos advierte de las nefastas consecuencias de la transgresión moral: la culpa y el castigo por parte de los demás, los dolorosos resultados kamicos de las malas acciones, el impedimento de nuestro deseo de liberación del sufrimiento." |
| _                                                                                 | _                                                                                         | _                                                                               | Control de los sentidos (indriya-saṃvara)                  | _                                                           | MN 38: "Habiendo visto una forma con el ojo, no se apasiona por ella si es agradable, ni la aborrece si es desagradable; vive así con mente ilimitada, practicando la atención al cuerpo; comprende tal y como es la liberación de la mente, la liberación por la sabiduría, en la que cesan sin dejar resto los estados mentales perjudiciales y malignos. Habiendo abandonado de ese modo la aceptación y el rechazo, sea cual sea la sensación que experimente, placentera, dolorosa o neutra, no goza con esa sensación, no la consiente y no persiste en sujetarse a ella." El mismo pasaje se repite para cada una de las otras bases sensoriales (incluyendo los pensamientos en la mente). |
| _                                                                                 | _                                                                                         | Cumplir con la conducta ética (sīla)                                            | Conducta ética (sīla)                                      | _                                                           | Las fuentes primitivas contienen diversas enseñanzas sobre la conducta ética básica, como los cinco preceptos y los diez cursos de acción sana. |
| _                                                                                 | _                                                                                         | Conciencia tranquila (avippaṭisāra) AN 10.1 / Falta de remordimientos (AN 11.1) | _                                                          | _                                                           | |
| Fe (saddhā)                                                                       | Fe (信)                                                                                   | _                                                                               | _                                                          | Fe (信)                                                     | Sánscrito: śraddhā. Una actitud de confianza dirigida a la liberación final y a las tres joyas. SN 12.23 afirma que "el sufrimiento es la condición de apoyo para la fe", vinculándola así con el último nidana de la cadena de los 12 nidanas. La fe también se produce al escuchar la exposición del verdadero Dhamma (la enseñanza del Buda). La fe también conduce a la práctica de la moralidad (sila). |
| _                                                                                 | Atención sabia (正思惟)                                                                   | _                                                                               | _                                                          | Atención sabia (正思惟)                                     | sánscrito: yoniso-manasikāra |
| _                                                                                 | Atención plena correcta (正念)                                                            | _                                                                               | _                                                          | Atención plena correcta y la comprensión clara (正念正智)   | sánscrito: smṛti (y samprajāna) |
| _                                                                                 | Vigilancia de las facultades sensoriales (護諸根)                                         | _                                                                               | _                                                          | Vigilancia de las facultades sensoriales (護諸根)           | sánscrito: indriyasaṃvara |
| _                                                                                 | Conducta ética (護戒)                                                                     | _                                                                               | _                                                          | Conducta ética (護戒)                                       | sánscrito: śīla |
| _                                                                                 | Falta de remordimientos (不悔)                                                            | _                                                                               | _                                                          | Falta de remordimientos (不悔)                              | |
| Alegría (pāmojja)                                                                 | Alegría (歡悅, Skt. prāmodhya)                                                            | Alegría                                                                         | _                                                          | Alegría (歡悅)                                              | Una alegría sana y saludable |
| Dicha (pīti)                                                                      | Dicha (喜, Skt. prīti)                                                                    | Dicha                                                                           | _                                                          | Dicha (喜)                                                  | Por lo general, la aplicación de la meditación es necesaria para que surja la dicha, aunque algunos individuos raros pueden experimentar la dicha simplemente por la alegría que surge de la fe y una conciencia clara que surge de la vida moral. Los estados meditativos llamados jhanas son estados de éxtasis elevado. |
| Tranquilidad (passaddhi)                                                          | Tranquilidad (止, Skt. prāśabdha)                                                         | Tranquilidad                                                                    | _                                                          | Tranquilidad (止)                                           | En los estados superiores de meditación, la dicha da paso a una sensación estable de calma y paz |
| Felicidad (sukha)                                                                 | Felicidad (樂)                                                                            | Felicidad                                                                       | _                                                          | Felicidad (樂)                                              | Un sutil estado placentero |
| Samādhi                                                                           | Samādhi (定)                                                                              | Samādhi                                                                         | Samādhi, AN 8.81 tiene sammā-samādhi ("samādhi correcto")  | Samādhi (定)                                                | Bodhi: "La sana unificación de la mente", totalmente libre de distracciones e inestabilidad. |
| Conocimiento y visión de las cosas como realmente son(yathābhūta-ñānadassana)     | Ver la realidad y conocer las cosas como son (見如實知如真, Skt. yathābhūta-jñānadarśana) | Conocimiento y visión de las cosas como realmente son                           | Conocimiento y visión de las cosas como realmente son      | Ver la realidad y conocer las cosas como son (見如實知如真) | Con una mente pacífica y concentrada, se puede desarrollar la visión verdadera (vipassana) y la sabiduría (pañña). Sólo la sabiduría que penetra en la verdadera naturaleza de los fenómenos, puede destruir las impurezas que mantienen a los seres atados al samsara. Esta sabiduría no es una mera comprensión conceptual, sino un tipo de experiencia directa parecida a la percepción visual que ve la impermanencia, la insatisfacción y el desinterés de todos los fenómenos. |
| Desencanto (nibbidā)                                                              | Desencanto (厭)                                                                           | Desencanto                                                                      | Desencanto                                                 | Desencanto (厭, Skt. nirveda)                               | Bhikkhu Bodhi: "un acto consciente de desapego resultante de un profundo descubrimiento noético. Nibbida significa, en pocas palabras, el retiro sereno y digno de los fenómenos que sobreviene cuando la ilusión de su permanencia, placer y mismidad ha sido destrozada por la luz del conocimiento correcto y la visión de las cosas tal como son." |
| Desapego (virāga)                                                                 | Desapego (無欲)                                                                           | Desapego                                                                        | Desapego                                                   | Desapego (無欲, Skt. virāga)                                | Bodhi: "Todo lo que tiende a provocar el aferramiento y la adhesión se abandona inmediatamente, todo lo que tiende a crear una nueva implicación se deja atrás. Los viejos impulsos hacia la extensión externa y la acumulación dan paso a un nuevo impulso hacia la renuncia como el único camino claramente percibido hacia la liberación." |
| Liberación (vimutti)                                                              | _                                                                                         | Liberación                                                                      | Liberación (AN 8.81 se salta esta etapa)                   | Liberación (解脱, Skt. vimokṣa)                             | MĀ 42 termina la secuencia aquí |
| Conocimiento de la destrucción de las influencias contaminadas (āsava-khaye-ñāna) | Nirvāṇa (涅槃)                                                                            | Conocimiento y visión de la liberación (Vimutti-ñānadassana)                    | Conocimiento y visión de la liberación                     | Nirvāṇa (涅槃)                                              | Diferentes fuentes terminan la secuencia con diferentes términos que indican la liberación espiritual. |

## Desarrollo de las doce nidānas

### Relación con la cosmogenia védica
Alex Wayman ha argumentado que las ideas de la doctrina del surgimiento dependiente se encuentran en la teoría del desarrollo cósmico del Brihadaranyaka Upanishad y otros textos védicos. Según David Kalupahana, varios conceptos de causalidad aparecen ampliamente en la literatura védica del segundo milenio a. C., como el décimo mandala del Rigveda y en los Brahmanas. Joanna Jurewicz argumenta que los primeros cuatro nidanas se asemejan al Himno de la Creación (Rigveda X, 12) y otras fuentes védicas que describen la creación del cosmos. Jurewicz sostiene que la originación dependiente es "una polémica" contra el mito védico de la creación y que, paradójicamente, "el Buda extrajo la esencia de la cosmogonía védica y la expresó en un lenguaje explícito". Richard Gombrich está de acuerdo con este punto de vista, y argumenta que los cuatro primeros elementos de la originación dependiente son el intento del Buda de "ironizar y criticar la cosmogonía védica".
Según Gombrich, mientras que en la teoría védica de la creación "se considera que el universo se basa en una esencia primordial dotada de conciencia", la teoría de Buda evita esta esencia (Brahman). Jurewicz y Gombrich comparan el primer nidana, la ignorancia (avijja, sct. avidya), con el estadio anterior a la creación que se describe en el Himno de la Creación.  Aunque el término avidya no aparece realmente en este himno, la etapa previa a la creación se considera incognoscible y caracterizada por la oscuridad. Según Gombrich, en esta etapa "la conciencia es no dual, es decir, es la capacidad de conocer pero no la conciencia de nada, ya que todavía no hay división entre sujeto y objeto". Esto es diferente del punto de vista de Buda, en el que la conciencia es siempre una conciencia intencional. Jurewicz compara entonces el deseo y el hambre del creador védico (Prayápati) de crear el atman (o "su segundo yo") con los impulsos volitivos (samskara). Según Jurewicz, el tercer nidana, vijñana, también puede ser comparado con el vijñanamaya kosha del atman en la literatura védica, que es la conciencia del creador y sus manifestaciones subjetivas.
 

Según Jurewicz, "en la cosmogonía védica, el acto de dar un nombre y una forma marca la formación final del atman del creador". Esto puede remontarse a la ceremonia de nacimiento védica en la que un padre da un nombre a su hijo. En la creación védica la conciencia pura crea el mundo como nombre y forma (nama-rupa) y luego entra en él. Sin embargo, en este proceso, la conciencia también se esconde de sí misma, perdiendo de vista su verdadera identidad. El punto de vista budista de la conciencia que entra en el nombre y la forma describe una cadena similar de eventos que conducen a una ignorancia más profunda y a un enredo con el mundo. Jurewizc argumenta además que el resto de los doce nidanas muestran similitudes con los términos e ideas que se encuentran en la cosmogenia védica, especialmente en lo que se refiere al fuego del sacrificio (como metáfora del deseo y la existencia). Estos términos védicos pueden haber sido adoptados por el Buda para comunicar su mensaje del no-yo porque su audiencia (a menudo educada en el pensamiento védico) entendería su significado básico. Según Jurewizc, el surgimiento dependiente replica el modelo general de creación védica, pero niega su metafísica y su moral. Además, Jurewizc argumenta que: 
Esto priva a la cosmogonía védica de su significado positivo como la actividad exitosa del Absoluto y la presenta como una cadena de cambios absurdos y sin sentido que sólo podría resultar en la muerte repetida de cualquiera que reproduzca este proceso cosmogónico en la actividad ritual y la vida cotidiana.
Según Gombrich, la tradición budista pronto perdió de vista su conexión con la cosmovisión védica que el Buda criticaba en el surgimiento dependiente. Aunque era consciente de que en el cuarto eslabón debía aparecer una persona individual, la tradición budista equiparó rupa con el primer skandha, y nama con los otros cuatro skandhas. Sin embargo, como señala Gombrich, samkhara, vijnana y vedana también aparecen como eslabones separados en la lista dodécima, por lo que esta ecuación no puede ser correcta para este nidana.

### Síntesis de listas antiguas
Hajime Nakamura ha argumentado que debemos buscar en el Sutta Nipata la forma más antigua del surgimiento dependiente, ya que es la fuente más antigua. Según Nakamura, "el marco principal de las teorías posteriores del surgimiento dependiente" puede reconstruirse a partir del Sutta Nipata de la siguiente manera: avidya, tanha, upadana, bhava, jaramarana. Lambert Schmitthausen también ha argumentado que la lista de los doce es una síntesis de las tres listas anteriores, argumentando que la interpretación de las tres vidas es una consecuencia no intencionada de esta síntesis.
Del mismo modo, Hans Wolfgang Schumann argumentó que la comparación de los doce nidanas con los cinco skhandhas muestra que la cadena de doce eslabones contiene incoherencias lógicas, que pueden explicarse cuando se considera que la cadena es una elaboración posterior. Schumann llegó así a la conclusión de que la cadena de doce eslabones era una síntesis posterior compuesta por monjes budistas, que consistía en tres listas más cortas (nidanas 1-4, 5-8 y 8-12). Según Richard Gombrich, la lista de los doce es una combinación de dos listas anteriores, la segunda lista comienza con tanha, "sed", la causa del sufrimiento tal y como se describe en la segunda noble verdad". La primera lista consiste en los cuatro primeros nidanas, que hacen referencia a la cosmogonía védica, tal y como describe Jurewicz.
Roderick S. Bucknell analizó cuatro versiones de las doce nidanas. La versión con doce eslabones es la "versión estándar", en la que vijñana se refiere a la conciencia sensual. Según Bucknell, la "versión estándar" de los doce nidanas se desarrolló a partir de una versión ancestral, de la que a su vez se derivaron dos versiones diferentes que entienden la conciencia (vijñana) y el nombre y la forma (namarupa) de forma diferente.
Según Bucknell, mientras que la versión que se encuentra en SN 35.106 se refiere directamente a los seis objetos sensoriales, la versión en DN 15 y la versión estándar utilizan en cambio el término nama-rupa como "un término colectivo para los seis tipos de objetos sensoriales". Bucknell piensa que nama-rupa fue eventualmente malinterpretado como refiriéndose a "mente y cuerpo", causando discrepancias en la serie estándar y haciendo posible interpretar el comienzo de la cadena como refiriéndose al renacimiento. Según Bucknell, la lista lineal, con sus distorsiones y el cambio de significado para la conciencia y nombre y forma, puede haberse desarrollado cuando la lista llegó a ser recitada en orden inverso.
Paul Williams analiza la idea de que los doce eslabones pueden ser un compuesto. Sin embargo, en última instancia concluye que "puede ser imposible, en nuestro estado actual de conocimientos, averiguar de forma muy satisfactoria cuál era la intención de la lógica original de la fórmula dodecafónica completa, si es que alguna vez hubo una intención."

### Las 12 nidānas como lista inicial
Bhikkhu Bodhi escribe que las sugerencias de algunos estudiosos de que la fórmula de los doce eslabones es una expansión posterior de una lista más corta "siguen siendo puramente conjeturales, engañosas y objetables por motivos doctrinales y textuales." En contra de la opinión de que la cadena de doce eslabones es posterior, Alex Wayman escribe "estoy convencido de que los doce miembros completos han estado en el budismo desde los primeros tiempos."
Mun-keat Choong, en su estudio comparativo del Saṃyuttanikāya y el Saṁyuktāgama, también escribe que los diferentes relatos del surgimiento dependiente existieron en una etapa temprana y que son simplemente diferentes formas de presentar la misma enseñanza que se habrían utilizado para diferentes épocas y con diferentes audiencias. Choong escribe que es poco probable que las distintas versiones del surgimiento dependiente "representen un desarrollo progresivo, siendo algunas más tempranas y otras más tardías" y que "los datos comparativos revelados aquí no aportan pruebas que apoyen la sugerencia especulativa de que hubo un solo relato original (o relativamente temprano) de la serie, a partir del cual los otros relatos atestiguados se desarrollaron posteriormente".

## Interpretaciones
Existen numerosas interpretaciones de la doctrina del surgimiento dependiente en las diferentes tradiciones budistas y también dentro de ellas. Las tradiciones Abhidharma, que surgieron tras la muerte de Buda, desarrollaron diversas sistematizaciones de la doctrina. Los estudiosos modernos también han interpretado la enseñanza de diferentes maneras. 
Collett Cox escribe que la mayoría de las investigaciones eruditas modernas sobre el surgimiento dependiente adoptan dos interpretaciones principalese, o bien lo ven como "un principio generalizado y lógico de condicionamiento abstracto aplicable a todos los fenómenos" o lo ven como un "modelo descriptivo del funcionamiento de la acción (karman) y del proceso de renacimiento". Según Bhikkhu Analayo, existen dos modelos interpretativos principales de los 12 nidanas en la literatura exegética budista posterior, un modelo que considera que los 12 eslabones funcionan a lo largo de tres vidas (la vida pasada, la vida presente y la vida futura) y un modelo que analiza cómo los 12 eslabones son procesos mentales que funcionan en el momento presente. Analayo sostiene que estas interpretaciones no se excluyen mutuamente, sino que son complementarias.
Según Ajahn Brahm, una comprensión totalmente correcta del surgimiento dependiente sólo puede ser conocida por los seres despiertos o ariyas. Brahm señala que "esto contribuye en gran medida a responder a la pregunta de por qué hay tantas diferencias de opinión sobre el significado del surgimiento dependiente."

### Condicionalidad
Según Rupert Gethin, el principio general de la condicionalidad no es una causalidad directa de tipo newtoniano ni una forma singular de causalidad. Más bien, afirma una condicionalidad indirecta y plural que difiere en cierta medida de los puntos de vista europeos clásicos sobre la causalidad. El concepto budista de dependencia se refiere a las condiciones creadas por una pluralidad de causas que necesariamente cooriginan los fenómenos dentro y a través de las vidas, como el karma en una vida que crea las condiciones que conducen al renacimiento en un determinado reino de existencia para otra vida.
Bhikkhu Bodhi escribe que el principio budista de la condicionalidad "muestra que la "textura" del ser es relacional de principio a fin". Además, señala que el surgimiento dependiente va más allá de presentar una teoría general sobre la condicionalidad, también enseña una condicionalidad específica (idappaccayatā, condicionalidad de "esto" y "aquello"), que explica el cambio en términos de condiciones específicas. Por lo tanto, el surgimiento dependiente también explica la estructura de las relaciones entre tipos específicos de fenómenos (en varias secuencias entrelazadas) que conducen al sufrimiento, así como el fin del sufrimiento.

#### Condiciones necesarias y suficientes
Ajahn Brahm ha argumentado que la doctrina budista de la condicionalidad incluye dos elementos principales de los conceptos lógicos de la condicionalidad: necesidad y suficiencia. Según Brahm, "cuando esto es, aquello es; del surgimiento de esto, aquello surge" se refiere a una "condición suficiente" mientras que "cuando esto no es, aquello no es; del cese de esto, aquello cesa" se refiere a una "condición necesaria". Al igual que Brahm, Bodhi también sostiene que hay dos caracterizaciones principales de la condicionalidad en las fuentes primitivas. Una es positiva indicando "como una influencia contributiva que pasa de la condición al estado dependiente", mientras que otra es negativa, indicando "la imposibilidad de que un estado dependiente aparezca en ausencia de su condición". Bodhi compara estas dos con la primera y segunda frases de la definición del principio general, respectivamente. En cuanto a la segunda, la caracterización positiva, otras fuentes tempranas también afirman que una condición "origina (samudaya) el estado dependiente, le proporciona una fuente (nidāna), lo genera (jātika), le da el ser (pabhava), lo nutre (āhāra), actúa como su fundamento (upanisā), hace que surja (upayāpeti)" (véase: SN 12.11, 23, 27, 66, 69).
Según Harvey y Brahm, aunque las 12 nidanas son condiciones necesarias entre sí, no todas son condiciones necesarias y suficientes (algunas lo son, otras no). Como señala Harvey, si este fuera el caso, significaría que "cuando un buda o un arahat experimentan la sensación, inevitablemente experimentan el ansia" (pero no es así). Por lo tanto, la sensación es sólo una de las condiciones del deseo (otra es la ignorancia). Por lo tanto, en esta visión budista de la causalidad, nada tiene una sola causa. Bodhi afirma que no todas las relaciones condicionales en el surgimiento dependiente se basan en una necesidad causal directa. Mientras que en algunos casos existe una relación necesaria directa entre los fenómenos señalados en las listas (el nacimiento siempre llevará a la muerte), en otros casos no la hay. Este es un punto importante porque, como señala Bodhi, "si el surgimiento dependiente describiera una serie en la que cada factor necesitara el siguiente, la serie nunca podría romperse", y la liberación sería imposible.

#### Puntos de vista del Abhidharma sobre la condicionalidad
Las tradiciones budistas del abhidharma desarrollaron una esquematización más compleja de la condicionalidad que la encontrada en los textos tempranas budistas. Estos sistemas esbozaron diferentes tipos de relaciones condicionales. Según K.L. Dhammajoti, el abhidharma de la escuela sarvāstivāda-vaibhāṣika desarrolló dos esquemas principales para explicar las relaciones condicionales: las cuatro condiciones (pratyaya) y las seis causas (hetu). El sistema vaibhāṣika también defendía una teoría de la causalidad simultánea. Mientras que la causalidad simultánea fue rechazada por la escuela sautrāntika, posteriormente fue adoptada por la escuela yogācāra. El abhidhamma theravāda también desarrolló un complejo análisis de las relaciones condicionales, que se encuentra en el Paṭṭhāna. Un elemento clave de este sistema es que nada surge de una sola causa o como un fenómeno solitario, sino que siempre hay una pluralidad de condiciones que dan lugar a grupos de dhammas (fenómenos). El abhidhamma theravāda esboza veinticuatro tipos de relaciones condicionales.

#### ¿Condicionado o no condicionado?
Como resultado de su desarrollo doctrinal, las diversas escuelas budistas acabaron dividiéndose en torno a la cuestión de si el propio principio del surgimiento dependiente era en sí mismo condicionado (saṃskṛta) o incondicionado (asaṃskṛta). Este debate también incluyó otros términos como "la estabilidad del dharma" (dharmasthititā) y "talidad" (tathatā), que no siempre fueron considerados como sinónimos del surgimiento dependiente por todas las escuelas. Las escuelas theravāda, vātsīputriya y sarvāstivāda generalmente afirmaban que el surgimiento dependiente en sí mismo estaba condicionado. Las escuelas mahāsāṃghika y mahīśāsaka aceptaban la naturaleza condicionada de la "estabilidad del dharma", pero sostenían que el surgimiento dependiente era incondicionado. El Śāriputrābhidharma de la escuela Dharmaguptaka también sostenía que el surgimiento dependiente era incondicionado.

### Principio ontológico
Según Bhikkhu Bodhi, Peter Harvey y Paul Williams, el surgimiento dependiente puede entenderse como un principio ontológico; es decir, una teoría para explicar la naturaleza de la existencia y la realidad última. El budismo afirma que no hay nada independiente, excepto el nirvana. Esta ontología sostiene que todos los estados físicos y mentales dependen y surgen de otros estados preexistentes, y a su vez de ellos surgen otros estados dependientes. Estos "surgimientos dependientes" están condicionados causalmente, por lo que pratityasamutpada es la creencia budista de que la causalidad es la base de la ontología. Como explica Williams, "todos los elementos del samsara existen en un sentido u otro en relación con sus causas y condiciones. Por eso son impermanentes, ya que si la causa es impermanente, también lo será el efecto".
Gombrich describe el origen dependiente como la idea de que "nada accesible a nuestra razón o a nuestra experiencia normal existe sin una causa". Además, puede considerarse una vía media metafísica que no ve los fenómenos como esencialmente existentes ni como no existentes en absoluto. En cambio, ve el mundo como "un mundo de flujo y proceso", un mundo de "verbos, no de sustantivos".
Según Rupert Gethin, el principio ontológico del surgimiento dependiente se aplica no sólo para explicar la existencia de los fenómenos observados empíricamente, sino también a la naturaleza y la naturaleza condicionada de la vida. De hecho, según Williams, el objetivo de este análisis es comprender cómo surge el sufrimiento para los seres sintientes a través de una ley impersonal y, por lo tanto, cómo se puede poner fin a este proceso. Entendido así, el surgimiento dependiente no tiene lugar para un Dios creador ni para el concepto ontológico védico de un Ser universal (Brahman) ni para ningún otro "principio creativo trascendente"'. En esta visión del mundo, no hay una "primera causa" de la que surjan todos los seres, sino que cada cosa surge en dependencia de otra.
Aunque Eviatar Shulman considera que el surgimiento dependiente tiene que ver principalmente con los procesos mentales, también afirma que "poseía importantes implicaciones ontológicas" que "sugieren que en lugar de que las cosas estén condicionadas por otras cosas, en realidad están condicionadas por la conciencia." Esto está implícito en el hecho de que se dice que la forma (rūpa) está condicionada por la conciencia y las actividades volitivas (saṇkhara), así como en la forma en que se dice que el apego (upadana) condiciona la existencia (bhava). Para Shulman, "estas formas de condicionamiento socavan la ontología realista normalmente atribuida al budismo primitivo" y además "sugieren que la mente tiene poder sobre los objetos más allá de lo que normalmente creemos", además de implicar que "la ontología es secundaria a la experiencia."
Mientras que algunos estudiosos han argumentado que Buda dejó de lado todas las cuestiones metafísicas, Noa Ronkin sostiene que, aunque rechazó ciertas cuestiones metafísicas, no era un antimetafísico: nada en los textos sugiere que las cuestiones metafísicas carezcan completamente de sentido. Por el contrario, Buda enseñó que la experiencia sensible se origina de forma dependiente y que todo lo que se origina de forma dependiente está condicionado, es impermanente, está sujeto a cambios y carece de un ser independiente.

### Renacimiento

#### Análisis del renacimiento sin un yo
La opinión de que la aplicación del surgimiento dependiente en los doce nidanas está estrechamente relacionada con el renacimiento está respaldada por pasajes de las fuentes primitivas. Tanto el Sammādiṭṭhisutta como el Mahānidānasutta mencionan específicamente los factores del surgimiento dependiente como relacionados con el proceso de concepción en el útero. Bhikkhu Bodhi afirma la centralidad del renacimiento para el origen dependiente. Bodhi escribe que "el propósito principal, como se ve en los textos budistas más arcaicos, es mostrar el origen causal del sufrimiento, que se sostiene precisamente por nuestra atadura al renacimiento."

Ajahn Brahm dice que el propósito principal del surgimiento dependiente es explicar "cómo puede haber renacimiento sin alma" y "por qué hay sufrimiento, y dónde termina el sufrimiento." Brahm cita las definiciones de los nidanas en el Vibhaṅgasutta (SN 12.2) que indican claramente que el nacimiento y la muerte se refieren literalmente. Según Brahm,
Paṭicca-samuppāda muestra el proceso vacío de un alma, que fluye dentro de una vida y se desborda en otra vida. También muestra las fuerzas que actúan en el proceso, que lo impulsan de una manera u otra, incluso ejerciendo su influencia en la vida subsiguiente. El surgimiento dependiente también revela la respuesta a cómo el kamma realizado en una vida anterior puede afectar a una persona en esta vida.
Brahm argumenta que hay dos procesos paralelos en el origen dependiente (que en realidad son un solo proceso visto desde diferentes ángulos). Uno es la ilusión y el kamma que conducen a la conciencia de renacimiento (nidanas # 1 - 3) y el otro es el deseo y el aferramiento que conducen a la existencia y al renacimiento (# 8 - 11). Brahm lo describe de la siguiente manera "el kamma engañoso y el deseo producen el combustible que genera la existencia y el renacimiento, dando así lugar al inicio de la corriente de conciencia que está en el corazón de la nueva vida".
Además, el surgimiento dependiente explica el renacimiento sin apelar a un yo o alma inmutable (atman). Paul Williams considera que el surgimiento dependiente está estrechamente relacionada con la doctrina del no-yo (anatman), que rechaza la idea de que exista una esencia inmutable que se mueve a través de las vidas. Williams cita el Mahatanhasankhaya Sutta para mostrar cómo el surgimiento dependiente debe ser visto como una teoría alternativa a tales puntos de vista. Según Williams, el surgimiento dependiente permite al Buda reemplazar una visión del mundo basada en sustancias inmutables "con una apelación a lo que él ve como su naturaleza esencialmente dinámica, un dinamismo de experiencias basado en la centralidad del condicionamiento causal".
Bhikkhu Analayo escribe que "el surgimiento dependiente es la otra cara de la moneda de la vacuidad, en el sentido de la ausencia de una entidad sustancial e inmutable en cualquier parte de la experiencia subjetiva. La experiencia o la existencia no son más que condiciones. Esto no deja espacio para plantear un yo de ningún tipo".

#### Modelo de tres vidas
En las tradiciones budistas de Abhidharma se desarrollaron explicaciones más sistematizadas de los doce nidanas. Las escuelas theravāda, sarvāstivāda-vaibhasika y sautrantika defendieron una interpretación que veía los doce factores como una secuencia que abarcaba tres vidas. A veces se denomina la explicación "prolongada" del surgimiento dependiente. La interpretación de las tres vidas puede verse por primera vez en el Paṭisambhidāmagga del Canon Pali (I.275, alrededor del siglo II o siglo III a. C.). También es defendida por el erudito theravāda Buddhaghosa (c. siglo V d. C.) en su influyente Visuddhimagga (Vism.578-8I). El modelo de las tres vidas, con su interpretación "embriológica" que vincula el origen dependiente con el renacimiento, también fue promovido por la escuela sarvāstivāda, como lo demuestran el Jñanaprasthana y el Abhidharmakosa (AKB.III.21-4) de Vasubandhu (fl. siglo IV-V). Wayman señala que este modelo también está presente en el Abhidharmasamuccaya de Asanga y es comentado por Nagarjuna.
La interpretación de las tres vidas puede resumirse como sigue:
- La vida anterior: las dos primeras nidanas (la ignorancia y las fabricaciones mentales) son la base de los acontecimientos del presente. Nyanatiloka, escribiendo desde una perspectiva tradicional theravāda, los llama "proceso del karma" (kamma-bhava).
- La vida presente: Los nidanas tercero a décimo (conciencia, nama-rupa, las bases sensoriales, el contacto, el sentimiento, el ansia, el aferramiento, y la existencia) se relacionan con la vida presente. Esto comienza con el descenso de vijñana (conciencia, percepción) en el útero. Nyanatiloka señala que las nidanas 3 a 7 forman parte del "proceso de renacimiento" (uppatti-bhava) y las nidanas 8 a 10 son el "proceso del karma".
- La vida futura: Los dos últimos nidanas (nacimiento, vejez y muerte) representan las vidas futuras condicionadas por las causas presentes. Nyanatiloka afirma que estos dos últimos nidanas son un "proceso de renacimiento".

Bhikkhu Bodhi señala que esta distribución de los 12 nidanas en tres vidas "es un recurso expositivo empleado con el propósito de mostrar la dinámica interna de la ronda. No debe leerse como si implicara divisiones duras y rápidas, pues en la experiencia vivida los factores están siempre entrelazados". Además, Bodhi sostiene que estas doce causas no son algo oculto, sino que son "el patrón fundamental de la experiencia" que "siempre está presente, siempre es potencialmente accesible a nuestra conciencia."
El Pratityasamutpada-hrdaya-karika de Nagarjuna también describe los 12 nidanas como un proceso de renacimiento. Según Wayman, la explicación de Nagarjuna es la siguiente: "las tres impurezas -la nesciencia, el ansia y la indulgencia- dan lugar a los dos karmas -las motivaciones y la gestación- y que estos dos dan lugar a los siete sufrimientos -la percepción, el nombre y la forma, las seis bases sensoriales, el contacto, los sentimientos, el renacimiento y la vejez y la muerte-".  La presentación de Vasubandhu es totalmente coherente con la de Nagarjuna.
Según Wayman, el Abhidharma-samuccaya de Asanga divide los nidanas en los siguientes grupos:
- Nidanas 1, 2 y 3 que arrojan a los seres hacia el torbellino de la transmigración
- Los nidanas 4 a 7 representan lo que sufre la transmigración, "los aspectos de la persona que sufre la vida fenomenal" (Wayman).
- Las nidanas 8, 9 y 10 producen un nuevo karma
- Las nidanas 11 y 12 son los frutos o resultados del karma producido anteriormente

Según Gombrich, la interpretación "contorsionada" de las tres vidas resulta innecesaria gracias al análisis de Jurewicz y otros estudiosos, que muestran que la cadena de 12 eslabones es una lista compuesta.

### Procesos mentales
Las doce nidanas también se han interpretado en varias tradiciones budistas como una explicación del surgimiento de procesos psicológicos o fenomenológicos en el momento presente o a través de una serie de momentos.

#### Interpretaciones del abhidharma
El erudito tailandés Prayudh Payutto señala que en el Sammohavinodani de Buddhaghosa, un comentario al Vibhaṅga, se explica que el principio del surgimiento dependiente ocurre enteramente dentro del espacio de un momento mental. Además, según Payutto, hay material en el Vibhaṅga que discute ambos modelos, el de tres vidas (en Vibh.147) y el de un momento mental. Del mismo modo, Cox señala que el Vijñānakāya de la escuela sarvastivada contiene dos interpretaciones del surgimiento dependiente, una que explica que los 12 nidanas funcionan en un solo momento mental y otra interpretación que entiende que los 12 nidanas surgen secuencialmente, haciendo hincapié en su papel en el funcionamiento del renacimiento y el karma.
Wayman señala que una interpretación que se refiere a los procesos mentales (referida a la originación dependiente con carácter transitorio) también se puede encontrar en fuentes nórdicas, como el Jñānaprasthāna, el Arthaviniscaya-tika y el Abhidharmakosa (AKB.III.24d). El Jñānaprasthāna, explica los nidanas con el ejemplo del acto de matar. La ignorancia conduce a la motivación para matar, que se actúa a través de la conciencia, el nombre y la forma y así sucesivamente. Esto lleva a que se genere un karma mental (bhava) que conduce al movimiento de la mano para matar (nacimiento).
Las diferentes interpretaciones del surgimiento dependiente, tal como se entiende en la tradición del norte, pueden encontrarse en el Abhidharmakosa, que esboza tres modelos de las doce nidanas:
- Instantáneo - Los doce eslabones "se realizan en un mismo momento".[173]
- Prolongado - La interdependencia y la relación causal de los dharmas se considera que surgen en diferentes momentos (a lo largo de tres vidas).
- Serial - La relación causal de los doce eslabones surge y cesa en una serie continua de momentos mentales.

#### Interpretaciones modernas
La interpretación del origen dependiente como algo que se refiere principalmente a los procesos mentales ha sido defendida por varios estudiosos modernos, como Eviatar Shulman y Collett Cox. Shulman sostiene que el surgimiento dependiente sólo aborda "el modo en que la mente funciona en el samsara, los procesos de condicionamiento mental en que consiste la transmigración". Sostiene además que "debe entenderse que no es más que una indagación sobre la naturaleza del yo (o mejor, la falta de un yo)". Shulman admite que hay algunas implicaciones ontológicas que pueden extraerse del surgimiento dependiente. Sin embargo, sostiene que, en el fondo, el surgimiento dependiente se ocupa de "identificar los diferentes procesos de condicionamiento mental y describir sus relaciones". Para Shulman, el surgimiento dependiente no "se ocupa de cómo existen las cosas, sino de los procesos por los que opera la mente", y sostiene que el principio general se ocupa exclusivamente de los procesos esbozados en las listas de nidanas (no de la existencia en sí misma). Shulman escribe que considerar que el surgimiento dependiente se refiere a la naturaleza de la realidad en general "significa investir las palabras de las primeras enseñanzas con significados derivados del discurso budista posterior".
Sue Hamilton presenta una interpretación similar que considera que el surgimiento dependiente muestra cómo todas las cosas y, de hecho, todo nuestro "mundo" (de experiencia) se originan de forma dependiente a través de nuestro aparato cognitivo. Como tal, Hamilton sostiene que esta enseñanza se centra en nuestra experiencia subjetiva, no en nada externo a ella. Collett Cox también ve la teoría del surgimiento dependiente que se encuentra en las primeras fuentes budistas como un análisis de cómo se produce el sufrimiento en nuestra experiencia. Cox afirma que sólo en la literatura posterior del Abhidharma el origen dependiente se convirtió en una teoría abstracta de la causalidad.
Bhikkhu Buddhadasa ha propuesto una interpretación similar y sostiene que, en la lista de los doce nidanas, jati y jaramarana no se refieren al renacimiento y a la muerte física, sino al nacimiento y a la muerte de nuestro autoconcepto, al "surgimiento del ego". Ñāṇavīra Thera es otro monje theravada moderno conocido por rechazar la interpretación tradicional y, en su lugar, explicar los 12 eslabones como un esquema estructural que no ocurre en momentos sucesivos en el tiempo, sino que es la estructura atemporal de la experiencia.

### Interpretaciones de Mahāyāna
El budismo mahāyāna, que ve el surgimiento dependiente como algo estrechamente relacionado con la doctrina de la vacuidad, expresa que todos los fenómenos y experiencias están vacíos de identidad independiente. Esto es especialmente importante para la escuela madhyamaka, una de las tradiciones más influyentes del pensamiento mahāyāna. La escuela yogacara, a través de su filosofía idealista, entiende el surgimiento dependiente como el proceso que produce la dualidad ilusoria sujeto-objeto.
Uno de los sutras más importantes y ampliamente citados sobre el origen dependiente en la tradición mahāyāna india fue el Śālistamba Sūtra (Sutra de la Semilla de Arroz). Este sutra introdujo el conocido símil mahāyāna de una semilla de arroz y su brote como forma de explicar la condicionalidad. También contiene el influyente pasaje: "Quien ve el surgimiento dependiente ve el dharma. Quien ve el dharma ve al Buda". Este sutra contiene numerosos pasajes que son paralelos a las primeras fuentes budistas (como MN 38) y esboza las 12 nidanas. También contiene algunos elementos únicos como la figura de Maitreya, la idea de la ilusión (māyā) y la idea del dharmaśarīra (cuerpo del dharma). Se escribieron numerosos comentarios sobre este sutra, algunos de los cuales se atribuyen a Nāgārjuna (pero esto es cuestionable).

#### No surgimiento
Algunos sūtras Mahāyāna contienen afirmaciones que hablan de la naturaleza "no surgida" o "no producida" (anutpāda) de los dharmas. Según Edward Conze, en los sutras Prajñāpāramitā, el estado ontológico de los dharmas puede describirse como no producido (anutpāda), no engendrado (anabhinirvritti), así como no nacido (ajata). Esto se ilustra a través de varias similitudes como un sueño, una ilusión y un espejismo. Conze también afirma que la "paciente aceptación del no surgimiento de los dharmas" (anutpattika-dharmakshanti) es "una de las virtudes más distintivas del santo mahāyānista".

Tal vez el más antiguo de estos sutras, el Aṣṭasāhasrikā Prajñāpāramitā, contiene un pasaje que describe la talidad (tathatā) de los dharmas utilizando varios términos que incluyen shūnyatā, cesación (nirodha) y no surgida (anutpāda). Lo más famoso es que el Sutra del Corazón afirma:
Sariputra, de ese modo, todos los fenómenos están vacíos, es decir, sin característica, no producidos, no cesados, inmaculados, no inmaculados, no disminuidos, no llenos.
El Sutra del Corazón también niega los doce eslabones del surgimiento dependiente: "No hay ignorancia, no hay extinción de la ignorancia, hasta e incluso no hay envejecimiento y muerte y no hay extinción del envejecimiento y la muerte".
Algunos sūtras mahāyāna presentan la visión de la naturaleza no surgida de los dharmas como un gran logro de los bodhisattvas. El Amitāyurdhyāna Sūtra menciona que la bodhisattva Vaidehi, al escuchar la enseñanza de este sutra, había alcanzado "un gran despertar con claridad de mente", así como "la visión del no surgimiento de todos los dharmas." Del mismo modo, el sutra de Vimalakirti menciona a varios bodhisattvas (incluyendo a Vimalakirti) que han alcanzado "la paciencia del no surgimiento de los dharmas". El Sutra del Loto afirma que cuando el "pensamiento del camino más elevado" surge en los seres sintientes "se convencerán de la no aparición de todos los dharmas y residirán en la etapa de no regresión."
El capítulo 7 del Samdhinirmochana Sutra menciona una enseñanza que dice "todos los fenómenos son sin esencia, no nacidos, incesantes, primordialmente en el estado de paz, y naturalmente en el estado de nirvāṇa". Sin embargo, afirma que esta enseñanza es la de los "discursos de significado provisional", y que debe enseñarse junto con las enseñanzas del tercer giro de la rueda del Dharma. Del mismo modo, el Lankavatara sutra explica la doctrina de la naturaleza no nacida y no originada de los dharmas a través de la filosofía idealista. Dado que todas las cosas son manifestaciones ilusorias de la mente, no se originan ni surgen realmente.

#### Madhyamaka
En la filosofía madhyamaka, decir que un objeto se originó de forma dependiente es sinónimo de decir que está "vacío" (shunya). Esto lo afirma directamente Nāgārjuna en su Mūlamadhyamakārikā (MMK): 
Lo que surge de forma dependiente, se explica como vacío. Por lo tanto, la atribución dependiente es el camino intermedio. No hay nada que no exista de forma dependiente, por esa razón, no hay nada que no esté vacío. -- MMK, Ch. 24.18-19
Según Nāgārjuna, todos los fenómenos (dharmas) están vacíos de svabhāva (traducido diversamente como esencia, naturaleza intrínseca, existencia inherente y ser propio) que se refiere a una identidad autosuficiente, causalmente independiente y permanente. Las obras filosóficas de Nāgārjuna analizan todos los fenómenos con el fin de mostrar que nada en absoluto puede existir de forma independiente. Sin embargo, los fenómenos tampoco son inexistentes ya que existen convencionalmente, es decir, como surgimientos dependientes vacíos. En el primer verso del MMK, el surgimiento dependiente también se describe apofáticamente a través de "las ocho negaciones" de la siguiente manera "no hay ni cesación ni originación, ni aniquilación ni lo eterno, ni singularidad ni pluralidad, ni el venir ni el ir de ningún dharma, con el fin de nirvāṇa caracterizado por la auspiciosa cesación de la hipostatización [prapañca]." El primer capítulo del MMK se centra en la idea general de la causalidad e intenta mostrar que es un proceso vacío de toda esencia. Según Jay Garfield, en el primer capítulo, Nāgārjuna argumenta contra una visión reificada de la causalidad que ve el surgimiento dependiente en términos de poderes sustanciales (sct. kriyā) de causación (hetu) que los fenómenos tienen como parte de su naturaleza intrínseca (svabhāva). En cambio, Nāgārjuna ve el surgimiento dependiente como una serie de relaciones condicionales (pratyaya) que son meramente designaciones nominales y "regularidades explicativamente útiles." Según Nāgārjuna, si algo pudiera existir esencialmente desde su propio lado (y por lo tanto tener sus propios poderes causales), el cambio y el surgimiento dependiente serían imposibles. Nāgārjuna afirma que "si las cosas no existieran sin esencia, la frase, "cuando esto existe así será", no sería aceptable."
Jan Westerhoff señala que Nāgārjuna sostiene que la causa y el efecto no son "ni idénticos ni diferentes ni relacionados como parte y todo, no son sucesivos, ni simultáneos, ni superpuestos." Westerhoff afirma que Nāgārjuna piensa que todos los marcos conceptuales de la causalidad que hacen uso de tales ideas se basan en un presupuesto erróneo que es que "la causa y el efecto existen con su propio svabhāva". Westerhoff argumenta además que para Nāgārjuna, las causas y los efectos son ambos dependientes el uno del otro (conceptualmente y existencialmente) y no pueden existir independientemente. Como tal, rechaza cuatro formas en que algo podría ser producido causalmente: por sí mismo, por otra cosa, por ambos, por nada en absoluto. Westerhoff también señala que para Nāgārjuna, la causa y el efecto no existen objetivamente, es decir, no son independientes de un sujeto cognoscente. Como tal, la causa y el efecto son "no sólo mutuamente interdependientes, sino también dependientes de la mente". Esto significa que para Nāgārjuna, la causalidad y los objetos construidos causalmente son, en última instancia, sólo construcciones conceptuales.
Nāgārjuna aplica un análisis similar a otros numerosos tipos de fenómenos en el MMK, como el movimiento, el yo (atman) y el tiempo. El capítulo 7 de la MMK intenta argumentar contra la idea de que el surgimiento dependiente existe como una entidad condicionada o como una incondicionada. Rechazando ambas opciones, Nāgārjuna termina este capítulo afirmando que el surgimiento dependiente es como una ilusión, un sueño o una "ciudad de gandharvas" (un ejemplo común para un espejismo). El capítulo 20 aborda la cuestión de si un conjunto de causas y condiciones puede producir un efecto (se argumenta que no puede). Este análisis del surgimiento dependiente significa, por tanto, que la propia vacuidad (shuniata) está vacía. Como explica Jay Garfield, esto significa que la vacuidad (y, por tanto, el surgimiento dependiente) "no es una vacuidad autoexistente que se encuentra detrás del velo de la ilusión que representa la realidad convencional, sino simplemente un aspecto de la realidad convencional".

#### Yogācāra
La escuela yogācāra interpretó la doctrina del surgimiento dependiente a través de su esquema central de las "tres naturalezas" (que en realidad son tres formas de ver una realidad de forma dependiente). En este esquema, la naturaleza construida o fabricada es una apariencia ilusoria (de un yo dualista), mientras que la "naturaleza dependiente" se refiere específicamente al proceso de surgimiento dependiente o, como dice Jonathan Gold, "la historia causal que da lugar a este yo aparente". Además, como señala Gold, en yogācāra, "esta historia causal es enteramente mental", y así nuestro cuerpo y las bases sensoriales son apariencias ilusorias. De hecho, D.W. Mitchell escribe que yogācāra ve la conciencia como "la fuerza causal" detrás del surgimiento dependiente.
El surgimiento dependiente es, por tanto, "la serie causal según la cual las semillas mentales plantadas por actos anteriores maduran en la aparición de las bases sensoriales". Esta "serie de procesos mentales dependientes", como la describe Harvey, es lo que genera la división sujeto-objeto (y, por tanto, la idea de un "yo" y de "otras" cosas que no son el yo). La tercera naturaleza, entonces, es el hecho de que el surgimiento dependiente esta vacío de un yo, el hecho de que aunque el yo (así como un "otro", lo que está aparte del yo) aparece, no existe.

#### Las 12 nidanas en los sutras y tantras del Mahāyāna
Alex Wayman escribe que los textos mahāyāna como el Śrīmālādevī Siṃhanāda Sūtra presentan una interpretación alternativa de los doce nidanas. Según Wayman, esta interpretación sostiene que los arhats, pratyekabuddhas y bodhisattvas han eliminado los cuatro tipos de aferramiento (nidana # 9), que son la condición habitual para la existencia (o "gestación", nidana # 10) y el renacimiento (# 11) en uno de los tres reinos. En lugar de renacer, tienen un "cuerpo hecho de mente" (manōmaya kāya), que es una conciencia especial (vijñana). Esta conciencia es proyectada por la ignorancia (nidana #1) y purificada por un tipo especial de samskara (# 2) llamado "karma sin fluido" (anāsrava-karma). Estos cuerpos creados por la mente producen una imagen reflejada en los tres mundos, y así parecen nacer.
Según Wayman, este punto de vista del surgimiento dependiente postula "una estructura dualista del mundo, a la manera del cielo y la tierra, donde el "cuerpo hecho de mente" está en el cielo y su imagen reflejada, o equivalente más burdo, está en la tierra". En otras palabras, los primeros miembros del surgimiento ependiente se aplican al reino superior, los últimos miembros al reino inferior. Pero el Śrī-mālā-Sūtra no aclara cómo se asignan esos miembros a sus respectivos reinos."
Según Wayman, interpretaciones similares aparecen en textos tántricos, como el Caṇḍamahāroṣaṇatantra. Este tantra contiene un pasaje que parece sugerir que "los diez primeros términos del surgimiento dependiente son prenatales." También señala que existe una interpretación tántrica del surgimiento dependiente en el Guhyasamājatantra, "en la que los tres primeros miembros equivalen a tres etapas de luz mística".

#### Interpretaciones tibetanas

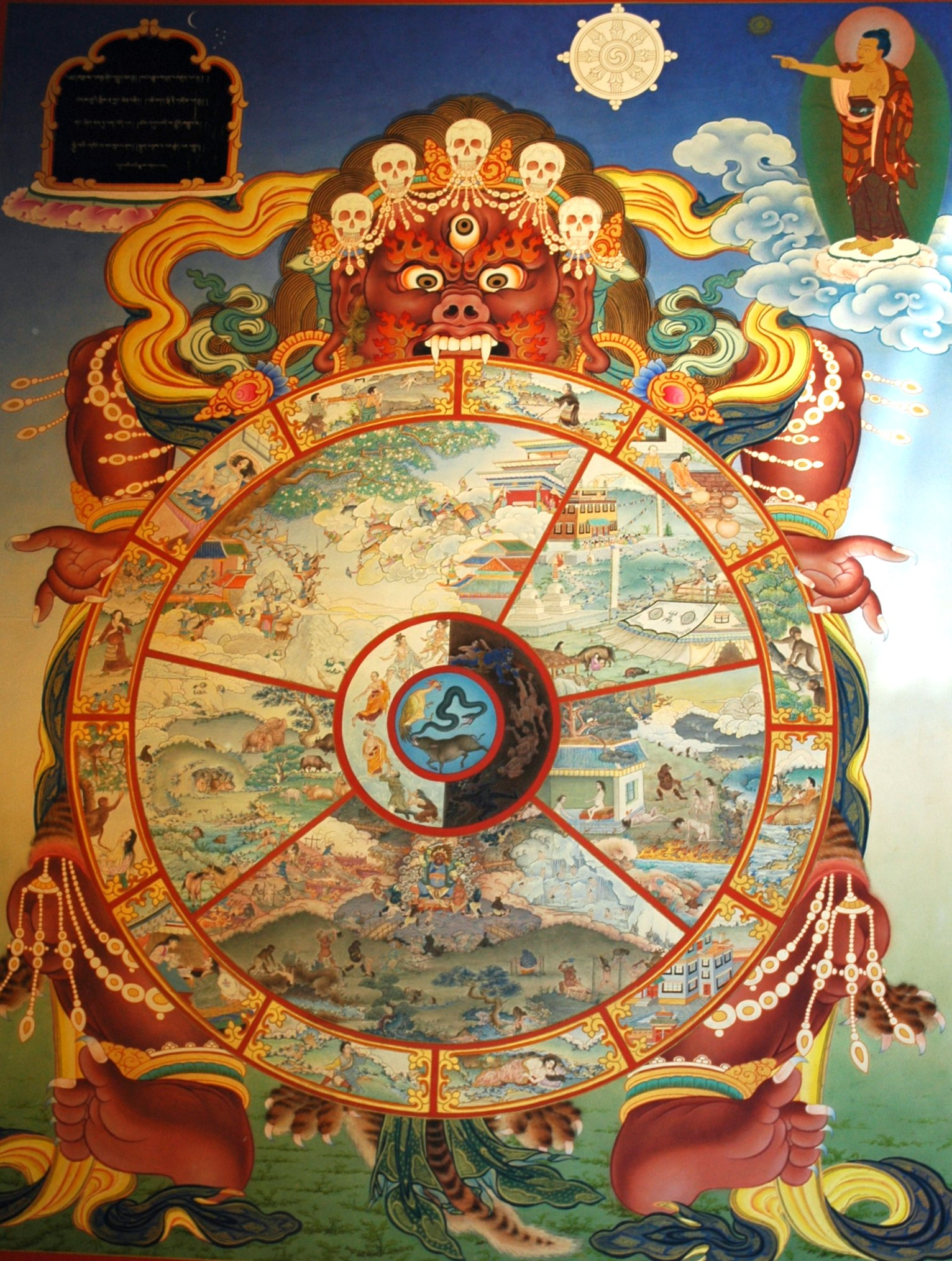
En el budismo tibetano, los 12 nidanas se muestran normalmente en el borde exterior de una rueda de la existencia. Se trata de un género artístico habitual en los templos y monasterios tibetanos. Los tres venenos (codicia, odio y engaño) se sitúan en el centro de la rueda.

Los estudiosos del budismo tibetano se basan en las obras del norte de la India de eruditos como Asanga, Vasubandhu y Nagarjuna en su interpretación de las 12 nidanas. Por ejemplo, según Wayman, Tsongkhapa, intentó armonizar las presentaciones de los 12 eslabones que se encuentran en Nagarjuna y en Asanga. Tsongkhapa también explica cómo las doce nidanas pueden aplicarse a una vida de una sola persona, a dos vidas de una sola persona y a tres vidas de una sola persona. El punto de vista del budismo tibetano también sitúa un bardo o un estado intermedio entre la muerte y el renacimiento.
Las distintas tradiciones tibetanas interpretan a madhyamaka de diferentes maneras. Algunos apoyan la interpretación shentong introducida por Dolpopa (1292-1361), que sostiene que la naturaleza búdica y la budeidad no se originaron de forma dependiente y, por tanto, no están vacías de sí mismas (sino vacías de lo que no es ella). La escuela Gelug, que sigue el pensamiento de Tsongkhapa, rechaza este punto de vista y, en su lugar, sostiene que todos los fenómenos carecen de existencia "inherente" (svabhava) y, por tanto, todo está vacío y se origina de forma dependiente. Otros madhyamakas tibetanos, como Gorampa, defienden un punto de vista más antirrealista, negando la existencia misma de todos los fenómenos y considerándolos como ilusiones.

#### Interdependencia
La escuela de budismo chino llamada Huayan enseñaba la doctrina de la contención mutua y la interpenetración de todos los fenómenos (yuanrong, 圓融), expresada en la metáfora de la red de Indra. En esta doctrina, una cosa (dharma) contiene todas las demás cosas existentes, y todas las cosas existentes contienen esa única cosa. Esta filosofía se basa en el Sutra Avatamsaka y en los escritos de los patriarcas de Huayan. Thich Nhat Hanh explica este concepto holístico de la siguiente manera: "No puedes estar solo. Tienes que inter-estar con todo lo demás". Utiliza el ejemplo de una hoja de papel que sólo puede existir gracias a todas las demás causas y condiciones (el sol, la lluvia, los árboles, la gente, la mente, etc.). Según Hanh "esta hoja de papel es, porque todo lo demás es".
Según Richard Gombrich, esta interpretación del surgimiento dependiente que dice que "todos los fenómenos ejercen una influencia causal sobre los demás" no se desprende de la comprensión budista temprana del surgimiento dependiente. Además, argumenta que esta interpretación "subvertiría la enseñanza de Buda sobre el karma". Esto se debe a que "si fuéramos herederos de los actos de otras personas, todo el edificio moral se derrumbaría".